# Минев, Йордан
Йо́рдан Ми́лчев Ми́нев (болг. Йордан Милчев Минев; 14 октября 1980, Пазарджик, Болгария) — болгарский футболист, крайний защитник клуба «Вихрен». Выступал в сборной Болгарии.

## Клубная карьера
Йордан Минев начал футбольную карьеру в команде из своего родного города «Хебыре». С 2001 по 2003 годы выступал за «Беласицу» из Петрича, в составе которой провёл 41 матч и забил 1 гол. Затем, с января по июнь 2004 года выступал за смолянскую «Родопу», и до конца года — в родном «Хебыре». В 2005 году перешёл в пловдивский «Ботев». В январе 2009 года подписал контракт с действующим чемпионом Болгарии софийским ЦСКА. После назначения Любослава Пенева на должность главного тренера Минев постепенно зарекомендовал себя в качестве основного правого защитника команды. В марте 2011 года Минев вынужден был покинуть ЦСКА, так как потерял место в основном составе после прихода на пост главного тренера Милена Радуканова. В мае того же года он подписал контракт с только что занявшим первое место в подэлитном дивизионе болгарского футбола «Лудогорцем» из Разграда, в составе которого добился основных успехов в своей карьере, став пятикратным чемпионом, двукратным обладателем Кубка, а также Суперкубка страны.

## Международная карьера
19 ноября 2008 года Йордан дебютировал в составе национальной команды в товарищеском матче против сборной Сербии, который завершился поражением 1:6 и также стал последним международным матчем Саво Милошевича. В следующий раз Йордан получил вызов в сборную только в октябре 2011 года на отборочный матч чемпионата Европы 2012 против Уэльса, но остался на скамейке запасных. Дебютировал Йордан в качестве игрока основного состава 26 мая 2012 года (вместе со своим братом-близнецом Веселином Миневым) в товарищеском матче против Нидерландов, который завершился поражением 1:2. Во время отборочного цикла к чемпионату мира 2014 Йордан был незаменимым игроком в составе команды.

## Личная жизнь
У Йордана есть брат-близнец Веселин, который также является футболистом. Они вместе играли за «Хебыр», «Беласицу» и «Ботев», вместе играют за сборную — Веселин слева, Йордан справа.

## Достижения
ЦСКА
- Обладатель Кубка Болгарии: 2010/11

«Лудогорец»
- Чемпион Болгарии (3): 2011/12, 2012/13, 2013/14, 2014/15, 2015/16
- Обладатель Кубка Болгарии (2): 2011/12, 2013/14
- Обладатель Суперкубка Болгарии (2): 2012, 2014